# Гальбштадтський ґебіт
Гальбшта́дтський ґебі́т, окру́га Гальбшта́дт (нім. Kreisgebiet Halbstadt) — адміністративно-територіальна одиниця генеральної округи Дніпропетровськ Райхскомісаріату Україна з центром у Молочанську, перейменованому німецькими нацистами на Гальбштадт.

## Історія
Ґебіт утворено опівдні 1 вересня 1942 року на території Запорізької області у зв'язку з поширенням цивільної влади генеральної округи Дніпропетровськ на ту частину окупованої нацистами Запорізької області, яка залишилася поза межами новоутвореної генеральної округи Таврія.
Адміністративному центру цієї округи нацисти повернули історичну назву Гальбштадт, як і називався Молочанськ до 1915 року. Гальбштадт у перекладі з німецької буквально означає «напівмісто».
Станом на 1 вересня 1943 року Гальбштадтський ґебіт налічував 3 райони: район Василівка (нім. Rayon Wassiljewka), район Великий Токмак (нім. Rayon Bolschoi Tokmak) і район Михайлівка (нім. Rayon Michailowka) — які відповідали трьом радянським районам: Новомиколаївському, Великотокмацькому і Михайлівському.
20 вересня 1943 року радянські війська відвоювали Молочанськ.